# Tramway de Rome
Le tramway de Rome est un réseau public de tramways qui dessert la capitale italienne Rome et sa vaste agglomération. Le réseau est géré par la société publique ATAC pour le compte de l'organisme territorial Rome Capitale.

## Histoire

### Avant le tramway: les omnibus hippomobiles
La première ligne romaine de transport public, exploitée par des omnibus et sans horaires fixes, a été ouverte en juin 1845 avec l'autorisation du pape Grégoire XVI, entre la Piazza Venezia et la Basilique Saint-Paul hors les Murs afin d'en faciliter l'accès par les pèlerins.
Dans les années qui suivirent, d'autres lignes ont été créées, notamment pour desservir les nouvelles gares des chemins de fer privés concédés par l'État. Les omnibus à traction animale, ont rencontré les faveurs des citoyens et se sont rapidement répandus à travers la ville de Rome. Il a fallu attendre 32 ans avant de voir la première ligne de transport ferroviaire à Rome. Un an après la Prise de Rome Porta Pia, en 1871, un groupe d'entrepreneurs privés fonde la Société Romaine des Omnibus, puis la Société Romaine Omnibus et enfin la Société Romaine Tramways Omnibus - SRTO, qui jouera un rôle très important à Rome jusqu'en 1929.
Les omnibus, bien qu'en déclin constant avec le développement du réseau de tramway, ont réussi à survivre près de 20 ans. La dernière ligne, entre Piazza Venezia et Piazza del Popolo a été supprimée en 1921.

### Tramways tirés par des chevaux
Les rails du tramway hippomobile ont fait leur apparition à Rome grâce à la Société pour l'exploitation des Chemins de fer et Tramways Économiques (TFE), créée avec l'apport de capitaux belges, qui a réussi à obtenir la concession du tramway à vapeur de banlieue pour la ligne Rome-Tivoli et immédiatement après, la mission de construire et de gérer la première ligne urbaine de tramways, entre Piazzale Flaminio et le Pont Milvio. Le tramway urbain est inauguré le 2 août 1877. Il disposait d'un écartement standard à voie unique, avec des dédoublements pour le croisement des rames.
La deuxième ligne urbaine, gérée par la même entreprise, a été mise en service le 1er novembre 1879 sur la ligne Termini-Verano, continuation urbaine de la ligne à vapeur Rome-Tivoli.
À Noël 1880, la ligne Termini-Piazza Venezia a été ouverte le long de Via Nazionale. Cette nouvelle ligne était la première ligne construite par la SRTO, la première ligne comportant deux voies, la première connexion d'un tramway avec la Gare de Rome-Termini. Pour affronter les très fortes pentes sur le tracé, les chevaux ont été attelés à des mulets supplémentaires. Au tout début du mois de janvier 1881, la SRTO ouvrit la ligne Termini-San Giovanni, tandis qu'un entrepreneur privé, Eng. Marotti, a construit la ligne entre Piazza Montanara-San Paolo. En 1886, la SRTO rachète cette ligne ainsi que la ligne TFE le long de la Via Flaminia.
En 1893, de nouvelles lignes ont été ouvertes de Piazza Venezia à San Pietro, à la Gare de Rome-Trastevere et à Termini en passant par Via Cavour.

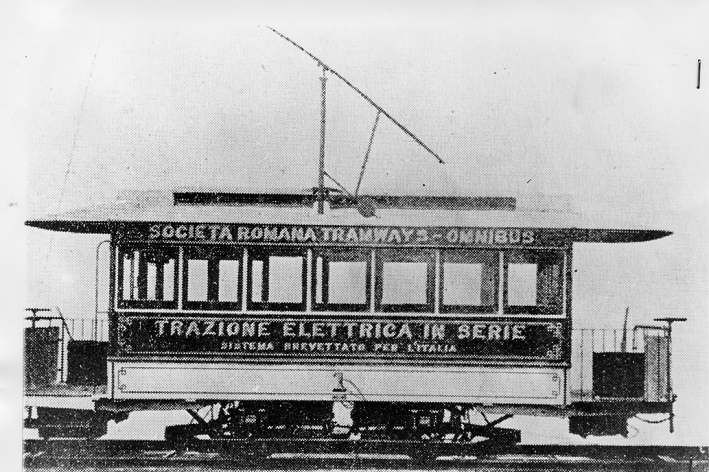
1er tramway électrique SRTO à Rome (1890)

### 1890 - Les premiers tramways électriques
Le dimanche 6 juillet 1890, la SRTO, sur proposition du capitaine Michelangelo Cattori, en présence du roi Umberto Ier a testé le premier tramway électrique sur la Via Flaminia (ligne du pont Milvio), alimenté par un système d'électrification déjà utilisé aux États-Unis et en Angleterre. Le 12 juillet 1890, la ligne a été ouverte au public. L'expérience du système d'alimentation électrique n'ayant pas donné les résultats escomptés, la ligne a été démantelée.

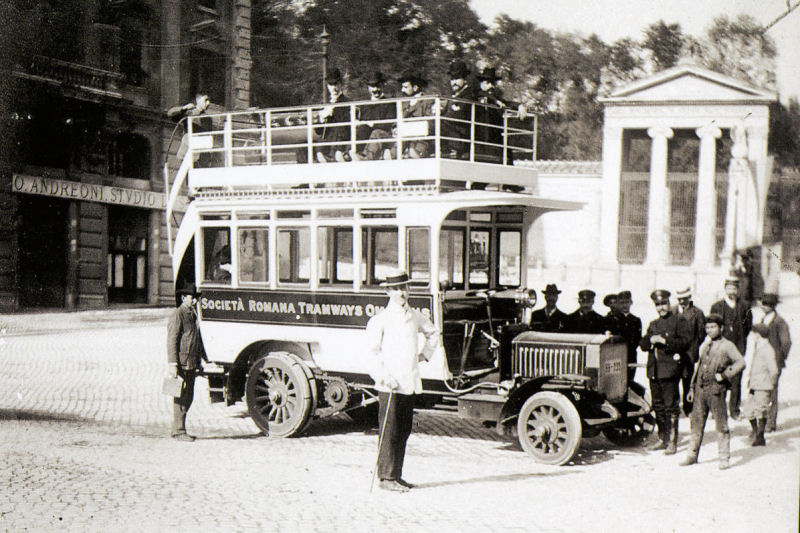
1er autobus SRTO en service à Rome (1905)

La deuxième apparition du tramway électrique a eu lieu le 2 septembre 1895 sur la ligne Termini-San Silvestro, avec l'utilisation d'un système d'alimentation classique à courant continu (550 V) via un câble aérien et retour de courant par les rails. Depuis lors, la SRTO s'est consacrée à l'électrification de l'ensemble du réseau, achevant la transformation en 1904. La dernière ligne à être électrifiée en 1904, fut celle de Ponte Milvio.
En 1905, la SRTO gèrait un réseau de dix-sept lignes de tramways et disposait d'un parc de 144 motrices électriques ainsi que d'un nombre important d'anciennes voitures hippomobiles transformées en remorques mais rapidement retirées du service. En 1908, les lignes ont commencé à être marquées d'un numéro progressif, après avoir été signalées par des panneaux de couleur.

### 1909 - La Régie Municipale
À l'initiative du conseil municipal dirigé par la maire de Rome Ernesto Nathan, la Société Autonome des Tramways Municipaux (AATM) est créée en 1909. La première ligne AATM fut la ligne II, de Largo Chigi à la Santa Croce in Gerusalemme, ouverte le 21 mars 1911. L'AATM avait adopté les chiffres romains pour distinguer ses lignes de celles de la SRTO. En 1912 l'AATM exploitait déjà 5 lignes.

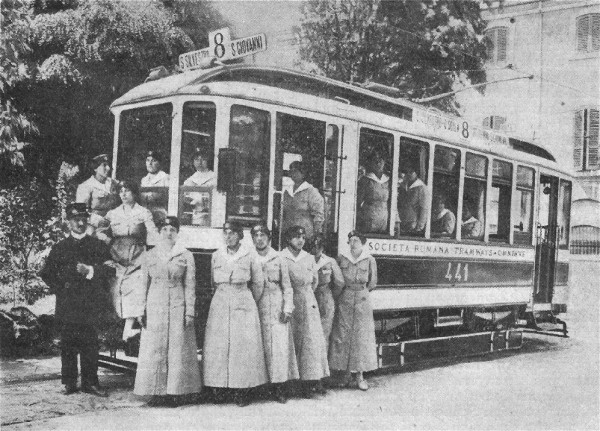
Tramway SRTO avec équipage femminin en 1920

Pendant la Première Guerre mondiale, la plupart du personnel des tramways a été rappelé au front. L'AATM et la SRTO ont été contraintes d'embaucher du personnel féminin. Les deux sociétés, en collaboration avec TFE, ont également assuré un service de transport étendu pour les blessés depuis les gares jusqu'aux hôpitaux de Rome. Sur la Piazza Flavio Biondo, la voie entre le réseau de tramway et la Gare de Rome-Trastevere existe toujours.
Dès la fin de la guerre, le réseau de tramways a bénéficié d'une deuxième période de forte expansion surtout grâce à l'AATM qui rachètera toutes les concessions SRTO, dont la dernière fut la ligne vers Monteverde Vecchio, ouverte en 1918. Entre 1920 et 1922, toutes les lignes SRTO ont été transférées à l'AATM, à l'exception de la ligne 16 (San Pietro-San Giovanni). L'AATM a également absorbé 228 motrices SRTO. Dans les années qui suivirent, l'expansion du réseau de tramway s'est poursuivie, atteignant Monte Sacro, Garbatella, via Prenestina et Parioli, et de nouvelles lignes ont été construites le long de via Aventino, viale del Muro Torto, Corso Italia et dans le quartier de San Lorenzo, formant l'épine dorsale des futures lignes circulaires.
Le 1er juin 1927, la municipalité devient le Guvernorat de Rome et l'AATM est renommée ATG - Azienda Tranviaria del Governorato. La longueur du réseau et le matériel roulant augmentent, avec la livraison des Tramways MRS 2000 innovants, destinés à circuler pendant soixante-dix ans. Le réseau a commencé à se réduire dans certains secteurs du centre-ville mais s'est étendu dans les banlieues,.
En 1929, la SRTO est dissoute et cède la ligne 16 et tout son matériel à l'ATAG (nouveau nom de l'ATG). Le 31 décembre 1929, le réseau de tramway romain a atteint son expansion maximale : 800 motrices et 280 remorques circulent sur 59 lignes, avec 140 km de lignes et 400 km de longueur de voies.

### 1930 - Rationalisation du réseau
Depuis un certain temps, l'ATAG travaillait sur une rationalisation de son réseau de tramways afin de supprimer la superposition de certaines lignes. Il a également été décidé de supprimer le tramway sur des itinéraires du centre historique, considérés comme incompatibles avec la circulation automobile.
Le réseau était basé sur deux lignes circulaires, l'une intérieure dite "circulaire noire" et l'autre extérieure "circulaire rouge", achevée en 1931. Chaque ligne disposait des deux sens de circulation. Tous les quartiers étaient en correspondance avec les terminus des 24 lignes radiales situés sur la circulaire intérieure. À l'intérieur de la circulaire noire, toutes les lignes de tramway ont été remplacées par onze lignes d'autobus.
Environ 40 km de voies ont été démantelées dont, en 1935, les grandes lignes de la Via Nomentana, et celles de la Via Aurelia, en 1938. L'ATAG a radié puis démoli des centaines de motrices, dont presque tout l'ancien matériel de la SRTO.
Simultanément à la suppression de la moitié du réseau, de nouvelles lignes ont été construites pour desservir les quartiers (arrondissements) de Tuscolano et Mazzini.

### Pendant la Seconde Guerre mondiale
Les lignes de tramway qui devaient, dans un premier temps, pallier la réduction de l'utilisation du réseau de trolleybus à cause de la pénurie de pneumatiques, commencèrent à subir directement les conséquences de la Seconde Guerre mondiale avec les deux bombardements sur Rome des 19 juillet et 13 août 1943 qui ont sévèrement touché le dépôt de Porta Maggiore et les ateliers centraux, détruisant soixante-neuf rames de tramway et endommageant deux cent dix-neuf autres. En 1944, les nazis ont saisi soixante-dix rames, qui ont été transférés et mises en service en Allemagne. Avant de se retirer de la capitale italienne, la Wehrmacht a saboté toutes les centrales électriques, provoquant une paralysie complète des transports publics. Avec l'arrivée des alliés, l'ATAC, (nouveau nom de la société de gestion depuis la libération de Rome), a remis progressivement en service le réseau de tramways.

### 1960 - Les Jeux Olympiques et le déclin du réseau
Dans les années 1950 , le réseau du tramway romain se contracte à nouveau, en particulier dans la zone ouest, avec la fermeture, en 1955, des lignes :
- 26 - Piazza dell'Indipendenza - Piazzale Medaglie D'Oro,
- 27 - Piazza Cavour - Monte Mario - Santa Maria della Pietà,
- 27 barré - Piazza Cavour - Parc de Monte Mario.

Par contre, les lignes de la Prenestina ont été prolongées: l'été 1955, la ligne 12 a atteint Tor de' Schiavi (intersection entre via Prenestina et via Serenissima) et l'année suivante, Centocelle. En 1958, la ligne 14 Termini-Via Lucera (aujourd'hui Viale Togliatti) a été créée. En 1959, pour les Jeux Olympiques de Rome (1960), des mesures radicales ont été prises en faveur de la circulation des véhicules : les voies de tramway le long du Muro Torto ont été supprimées et le sens unique a été instauré sur le Lungotevere, ce qui a entraîné la suppression des circulaires internes CD et CS, de la ligne 8 et de la circulaire extérieure gauche ES,.
En 1960, les lignes 3 & 4 des Parioli ainsi que la ligne 1 Piazzale Flaminio-Ponte Milvio, ont été supprimées. Après les Jeux Olympiques, le réseau a encore été réduit, en 1963 avec la suppression des lignes 15 (Piazza Lodi-Monte Savello) et 6 (Piazza Istria-Via XX Settembre) puis, en 1965 la ligne 16 (V. XX Settembre- Piazza Ragusa). En 1967, ce sont les voies entre Piazza Indipendenza et Piazza Istria, les lignes 5 (Piazza dell'Indipendenza-Garbatella) et 7 (Piazza Bologna-Piazza Zama) qui sont limitées. En 1970, avec les travaux de construction de la ligne de métro A, les voies de la Via Merulana ont été supprimées et la ligne 7 a été déviée vers la Via Emanuele Filiberto. En 1972, après la suppression des lignes 5 et 7, les tramways quittent Piazza Indipendenza et Piazza Zama, et fin 1973, avec la transformation de la ligne 11 (Portonaccio-Garbatella) en ligne d'autobus, le réseau du tramway de Rome est réduit à seulement quatre lignes : 
- 29 - ex circulaire extérieure droite ED,
- 12 - Stz. Termini - Centocelle,
- 13 - Monteverde - Largo Preneste,
- 14 - Stz. Termini - Viale Togliatti.

### Les années 1970 à 1990
À partir de 1974, un timide revirement s'amorce et une série d'interventions de modernisation du réseau sont engagées pour tenter de relancer le service de tramway : la voie "anti-horaire" est reconstruite sur environ les trois quarts de l'ancien tracé de la circulaire extérieure.
Le 1er août 1974, la nouvelle ligne 19 (Centocelle-Piazza Galeno) est mise en service.
Le 3 mars 1975, la ligne circulaire 29 (Extérieure Droite ED) est remplacée par la nouvelle ligne semi-circulaire 30 (Piazza San Giovanni di Dio-Piazza del Risorgimento), devenant également le terminus de la ligne 19 ; les lignes 19 barré (Valle Giulia-Tor de 'Schiavi) et 30 barré (Valle Giulia-Piazzale Ostiense) sont créées mais la liaison entre Piazza dell'Emporio et Piazza del Risorgimento est abandonnée.
Le 6 juillet 1976, le tronçon de ligne Via degli Annibaldi-Via Nicola Salvi-Via Cavour-Via Lanza est temporairement impraticable en raison de travaux importants, puis définitivement abandonné ainsi que la ligne 13 qui est un doublon de la ligne 30 entre Piazza San Giovanni di Dio et Porta Maggiore. La même année, le terminus de Centocelle est déplacé sur la Piazza dei Gerani.
Le 26 juillet 1979, les lignes 12 et 12 barré sont renumérotées 516 et 517.
En 1982, la voie de Via Flaminia est reconstruite entre Viale delle Belle Arti et Piazza Mancini, sur laquelle la ligne 19 sera déviée à partir du 15 mars 1983.
Au milieu des années 1980, huit lignes de tramway desservaient Rome :
- 13 : Largo Preneste ‒ Piazza San Giovanni di Dio
- 14 : Stazione Termini - Viale Togliatti
- 19 : Piazza dei Gerani ‒ Piazza Mancini
- '19 barré : Tor de' Schiavi ‒ Piazza Thorvaldsen
- 30 : Piazza San Giovanni di Dio ‒ Piazza del Risorgimento
- 30 barré : Piazzale Ostiense ‒ Piazza Thorvaldsen
- 516 : Stz. Termini - Piazza dei Gerani
- 517 : Via Farini - Tor de' Schiavi

Les lignes 19 barré, 30 barré et 517 étaient opérationnelles uniquement les jours ouvrés.

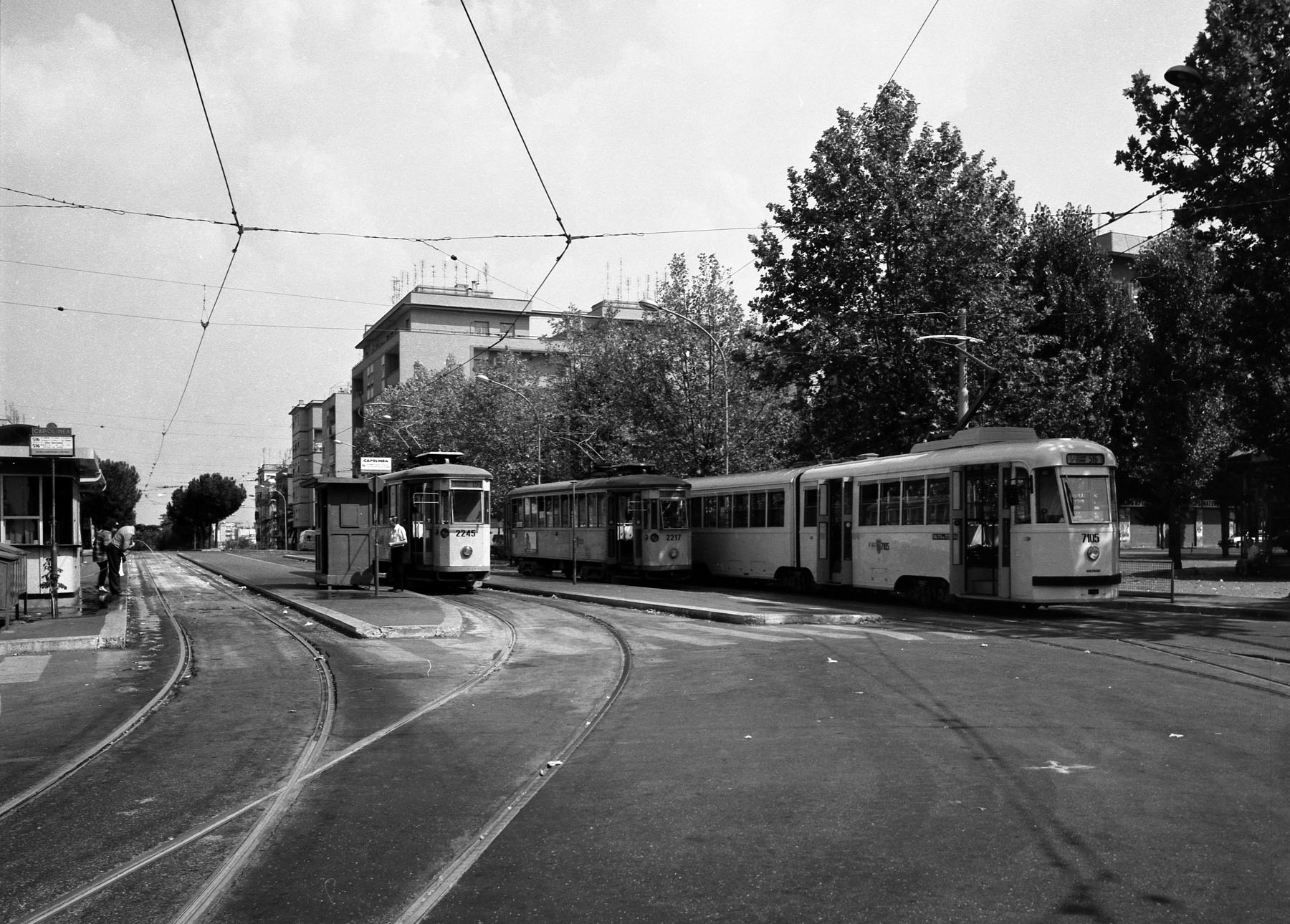
Piazza dei Gerani, terminus ATAC en 1988

En 1990, pour la Coupe du monde de football, les voies de Piazzale Flaminio ont été reconstruites. Le 7 juin, la ligne 225 (Piazzale Flaminio-Piazza Mancini) a été mise en service tandis que la ligne 19 a repris la desserte de Piazza Risorgimento en remplacement de la ligne 30 qui a été supprimée pour privilégier et un renforcement de la ligne 30 barré, transformée en ligne cadencée à haut débit.
En 1996, pour des raisons de sécurité, le terminus via Tor de' Schiavi est abandonné ce qui a implique la suppression des lignes 19 barré et 517 et à la radiation de nombreuses rames MRS 2000. Les travaux pour la construction de la nouvelle ligne 8 (Casaletto-Largo di Torre Argentina) ont commencé avec, pour conséquence, le démantèlement du terminus de la Piazza San Giovanni di Dio. De nouvelles voies ont été posées entre via Induno et Largo di Torre Argentina.
La nouvelle ligne 8 a été mise en service le 23 mars 1998. La création d'une nouvelle ligne 7 (Piazza Mancini-Piazza Risorgimento) a été envisagée, mais le projet n'a pas été concrétisé. En novembre 1997, des travaux sur la via Giolitti obligent à déplacer le terminus des lignes 14 et 516 vers la Via Amendola, où il restera pendant 13 ans.
Au cours de l'année 2000, certaines lignes ont été reclassées. Le 3 avril, la nouvelle ligne 3 (Gare de Rome-Trastevere-Valle Giulia) est venue en prolongement de la 30 barré (supprimée), tandis qu'à partir du 1er novembre, les lignes 225 et 516 ont été renumérotées 2 et 5.
Le réseau a alors pris sa configuration actuelle avec les six lignes : 2, 3, 5, 8, 14 et 19.

### Les années actuelles - XXIesiècle
En 2000, avec de la transformation de l'ATAC en entreprise municipale de mobilité, la gestion du réseau de surface a été confiée à l'entreprise publique municipale Trambus (it). Cette situation perdura jusqu'en 2010, date à laquelle les entreprises publiques Trambus et Met.Ro. qui gérait les réseaux du métro et des chemins de fer régionaux, furent réintégrées dans l'ATAC.
La modernisation du réseau de tramway se poursuit. À partir du mois de juillet 2005, la ligne 3 a été remplacée temporairement par des autobus pour le renouvellement des voies, chantier qui s'est superposé aux travaux de construction de la nouvelle Ligne C du métro de Rome  dans le quartier de Porta San Giovanni, mise en service en 2014. Il faudra attendre sept années avant de voir les rames de la ligne 3 de nouveau en service régulier, même si, jusqu'en 2009, le service était assuré tous les week-ends sur le tronçon Valle Giulia-Porta Maggiore. La ligne a été réactivée le 27 août 2012, entre Valle Giulia et Piazzale Ostiense puis jusqu'à la Gare de Rome-Trastevere. En 2010, d'importants travaux ont été réalisés sur les lignes 5 et 14. Le terminus central a été déplacé de via Amendola à piazza dei Cinquecento, près de la gare Termini, en correspondance directe avec les sorties du métro. L'anneau de Piazzale Flaminio a été remplacé par un terminus avec les deux voies de la via Flaminia, abandonnant ainsi le tronçon de via Giambattista Vico. Lors de ces travaux, la ligne 2 a été remplacée par la nouvelle ligne 2D (Piazza Mancini-Piazza Risorgimento), qui a été supprimée après la fin des travaux.
Le 6 juin 2013 , la ligne 8 a été prolongée le long de Via delle Botteghe Oscure jusqu'au nouveau terminus de Piazza Venezia (coté Piazza San Marco), avec la suppression des voies devant le Théâtre Argentina,.
Au cours de ces vingt dernières années, de nombreux programmes de développement du réseau de tramway ont été élaborés par l'ATAC et par la municipalité de Rome.

## Réseau de tramways

### Lignes urbaines actuelles
Inauguré en 1877, le réseau actuel (2020) comporte 6 lignes :
- 1 : Termini ↔ Vatican/Aurelio (8,3 km) (en construction)
  - 1A : Termini ↔ bifurcation à la traversée du Tibre, vers le Vatican Piazza Risorgimento,
  - 1B : Termini ↔ bifurcation à la traversée du Tibre, vers Piazza Giureconsulti (en plein quartier Aurelio).
- 2 : Piazzale Flaminio ↔ Piazza Mancini (2,7 km)
- 3 : Piazza Thorvaldsen (Villa Borghèse) ↔ Stazione Trastevere (14,2 km)
- 5 : Termini ↔ Piazza dei Gerani (7,2 km)
- 8 : Piazza Venezia ↔ Via del Casaletto (5,8 km)
- 14 : Termini ↔ Viale Palmiro Togliatti (7,5 km)
- 19 : Piazza Risorgimento ↔ Piazza dei Gerani (14,3 km)

### Lignes en construction et en projet

Plan du réseau de tramways de Rome en 2014 avec les interconnexions avec le métro et les gares

Dans le Plan de Mobilité Urbaine Durable (PUMS), approuvé en 2019 par l'Assemblée de Rome Capitale, une extension du réseau de tramway a été envisagée à travers le développement de plusieurs nouvelles lignes et l'extension des lignes existantes. Concrètement, la construction de nouvelles lignes de tramways est prévue pour porter le réseau à 12 lignes, avec une numérotation progressive. Les lignes actuelles 2, 3, 5 et 8 conserveront leur numérotation actuelle, les lignes 14 et 19' seront renumérotées 4 et 9, les lignes 6 et 7 seront obtenues à partir d'une nouvelle segmentation de la ligne 3 actuelle, tandis que les lignes 1, 10, 11 et 12 seront entièrement nouvelles. En ce qui concerne les cinq lignes nouvelles, la construction des quatre premières a déjà été confiée par le gouvernement Draghi à un commissaire spécial,  et leur mise en service est prévue pour 2025/26.
- Ligne 1 (Termini-Vatican - Aurelio)

En avril 2021, la maire de Rome de l'époque, Virginia Raggi , a annoncé qu'elle avait présenté le projet de construction de la ligne 1 Termini-Vatican - Aurelio au ministère des Infrastructures durables et de la Mobilité du système de tramway de la capitale.

La ligne débute de la Gare de Rome-Termini, en correspondance avec les gares Termini et Termini Laziali, le terminus d'échange des trolleybus et de tramways de la Piazza dei Cinquecento et le métro, continue vers la Piazza della Repubblica avec correspondance avec le métro , via Nazionale, via Quattro Novembre, Piazza Venezia, Corso Vittorio Emanuele II,. La ligne se divise au niveau du Tibre :
- - Ligne 1A vers le Vatican : longe la Via della Traspontina et se termine sur la Piazza Risorgimento,
  - Ligne 1B vers le quartier Aurelio : longe via Gregorio VII, passe par le "nœud Cornelia" (centre névralgique des nombreuses lignes ATAC, Cotral et du métro) pour atteindre son terminus sur la Piazza Giureconsulti, au cœur du quartier Aurelio.

La longueur totale de la nouvelle ligne 1 sera de 8,3 km.
- Bifurcation (Verano-Tiburtina)

La ligne constitue une nouvelle direction pour la ligne 3 (Ottaviano-Tiburtina) et non plus (Valle Giulia-Trastevere) pour relier Piazzale del Verano avec la place de la Gare de Rome-Tiburtina, soit une extension de 1,3 km.
- Ligne 10 (Subaugusta-Ponte Mammolo)

La ligne (identifiée avec le numéro 10) longera tout le Viale Palmiro Togliatti, reliant la station Subaugusta sur la ligne de métro  à Ponte Mammolo sur la ligne , échangeant également avec la ligne  à Parco di Centocelle et avec  à la gare Palmiro Togliatti, soit une extension totale de 8 km.

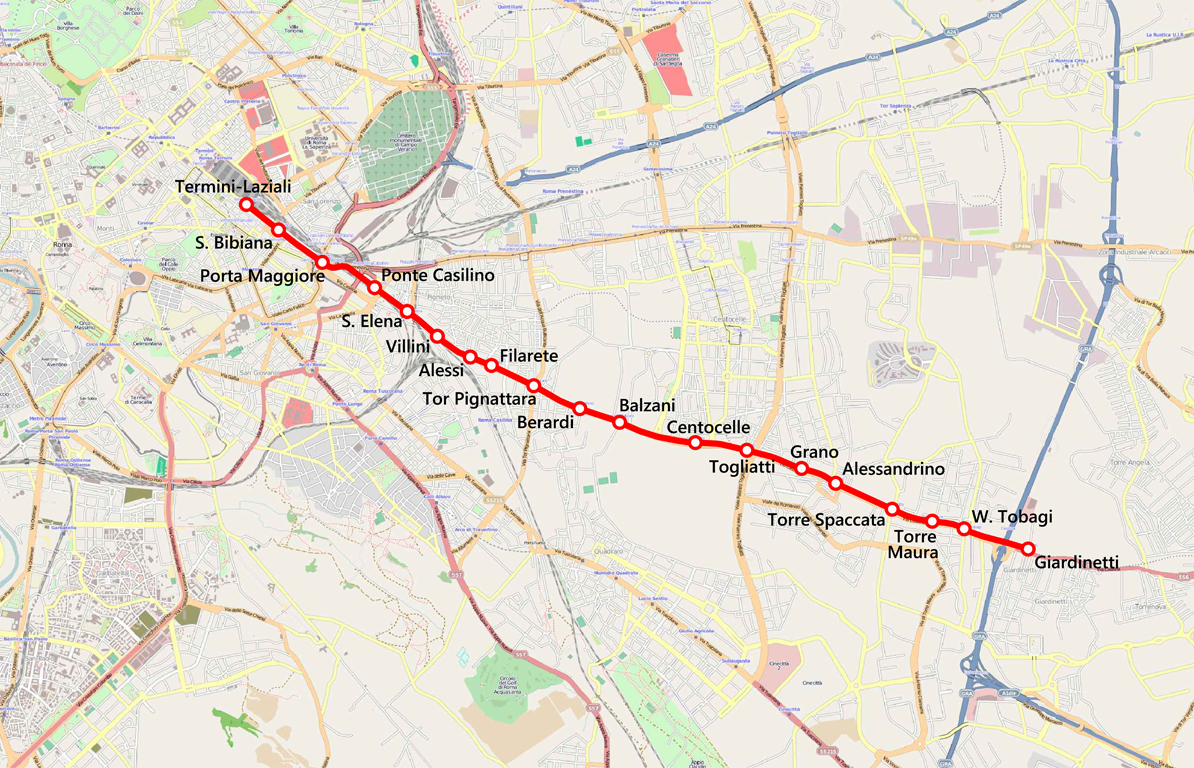
Ligne Rome-Giardinetti

- Ligne 11 (Termini-Giardinetti-Tor Vergata)

En 2020, la transformation de la voie ferrée Rome-Giardinetti en ligne de métro léger, appelée ligne de tramway 11 ou ligne de métro G. Les travaux doivent débuter en début d'année 2023.
- Ligne 12 (Anagnina-Torre Angela)

La construction d'un tramway est prévue pour relier Anagnina, terminus de la ligne  du métro, à la station Torre Angela sur la ligne . Le tramway s'appellera ligne de tramway 12 ou ligne H du métro de Rome.

### Développements en cours

Plan schématique du réseau de tramway de Rome en 2014 avec indication des correspondances avec les métros et les gares FS

Dans le Plan de Mobilité Urbaine Durable (PUMS), approuvé en 2019 par l'Assemblée de Rome Capitale, une extension du réseau de tramway a été engagée avec la création de nouvelles lignes et l'extension de lignes existantes. Le développement du réseau doit permettre de porter le nombre de lignes à 12, avec une numérotation progressive et continue. Les lignes actuelles 2, 3, 5 et 8 garderont leur numérotation actuelle, les lignes 14 et 19 seront renumérotées 4 et 9, les nouvelles lignes 6 et 7 seront obtenues à partir d'une recomposition de l'actuelle ligne 3. Les lignes 1, 10, 11 et 12 sont entièrement nouvelles. En ce qui concerne les quatre premières nouvelles lignes, leur construction a été confiée, par le gouvernement Draghi, à un commissaire spécial, et leur mise en service est prévue pour 2025/26.

### Tramways de banlieue

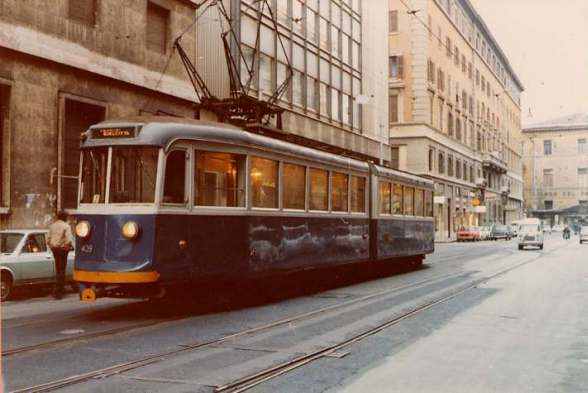
Rame de tramway articulée Urbinati via Giovanni Amendola

En plus de ceux du réseau urbain, il y avait à Rome les voies de certaines lignes de tramway extra-urbaines :
- de 1903 à 1980, STEFER a géré deux lignes de tramway à fort trafic sur les lignes urbaines Termini-Cinecittà et Termini-Capannelle, supprimées lors de l'ouverture de la ligne de métro . Ces infrastructures constituaient les tronçons urbains du réseau de tramway appelés « Castelli Romani »,
- entre 1913 et 1932, année de transformation du chemin de fer à voies standard, le tramway Rome-Civita Castellana avait son terminus romain sur la Piazza della Libertà dans le quartier de Prati. Le service urbain a été effectué jusqu'en 1928 sur le tracé entre Piazza della Libertà-Viale delle Milizie-Viale Angelico-Ponte Milvio,
- depuis 1879, la TFE, la société exploitant le Tramway Rome-Tivoli, effectuait de courts trajets entre Termini et la Basilique de San Lorenzo. À partir de 1904, le service est assuré par des motrices électriques à deux essieux. Avec la mise en place de la réforme du tramway de 1930, la ligne TFE a été intégrée au réseau ATAG,
- le tramway Portonaccio-Ciampino-Marino a relié les communes de Marino Laziale, Ciampino et Portonaccio pendant 9 ans. Après sa fermeture, il a été remplacé par le chemin de fer Rome-Albano, qui a réutilisé la majeure partie du tracé.

### Les entreprises gestionnaires des transports publics romains
| Société                     | Désignation | Services |
| --------------------------- | --- | --- |
| TFE                         | Società per le Tramvie e Ferrovie Economiche di Roma, Milano e Bologna (1877-1928) | Tramway à vapeur Roma-Tivoli (1879-1928) Tramway à vapeur Portonaccio-Marino (1880-1889) |
| SRO SRTO                    | Società Romana Omnibus (1877-1886) Società Romana Tramways e Omnibus (1886-1929) | Omnibus urbains hippomobiles (1880-1921) Tramways urbains hippomobiles (1886-1904) Tramways urbains électriques (1895-1929) |
| AATM ATM ATG ATAG ATAC      | Azienda Autonoma Tramvie Municipali (1910-1924) Azienda Tramviaria del Governatorato (1924-1927) Azienda Tramvie e Autobus del Governatorato (1927-1945) Azienda Tramvie e Autobus del Comune (depuis 1945) | Tramways (depuis 1911) Voitures électriques (1927-1933) Autobus (1920-1924) et depuis 1927 Trolleybus (1937-1972) Autobus électriques depuis 1996 |
| STFER STEFER ACOTRAL COTRAL | Società Tramvie e Ferrovie Elettriche di Roma (1899-1941) Società Tramvie E Ferrovie Elettriche di Roma (1941-1976) Azienda Consortile Trasporti Laziali (1976-1987) Consorzio Trasporti Laziali (depuis 1987) | Tramways urbains (1903-1980) Tramways dei Castelli romains (1906-1965) Tramway à vapeur Roma-Tivoli (1928-1931) Autolinee dei Castelli romani (depuis 1954) Ferrovia Roma-Fiuggi-Alatri (depuis 1941) Ferrovia Roma-Ostia Lido (depuis 1941) Ferrovia Roma-Viterbo (depuis 1976) Ferrovia metropolitana linea B (depuis 1955) Métro ligne A (depuis 1980) |
| STFE SRFN                   | Ryckaert, Renders & C. Società Anonima della Tramvia Roma-Civitacastellana (1904-1908) Società della Tramvia e Ferrovia Roma-Civitacastellana-Viterbo (1908-1910) Società Anonima delle Tramvie e Ferrovie Elettriche Roma-Civitacastellana-Viterbo (1910-1910) Società Romana per le Ferrovie del Nord (1921-1976) | Tramway urbain (1906-1928) Chemin de fer/Tram Roma-Civitastellana-Viterbo (1906-1932) Chemin de fer Rome-Civitacastellana-Viterbo (depuis 1932) |
| SFV                         | Società per le Ferrovie Vicinali (1910-1941) | Chemin de fer Rome-Fiuggi-Alatri-Frosinone & dérivations (1916-1941) |
| SEFI                        | Società Elettro Ferroviaria Italiana (1924-1941) | Chemin de fer Rome-Ostie Lido (1924-1941) |
| STU                         | Società Trasporti Ugolini (1921) | Autobus, autobus électriques (1924-1927) |

## Matériel roulant

### Automotrices électriques en service
Le réseau de tramway de Rome actuel est alimenté en courant continu sous une tension de 600 V.
| Illustration | Constructeur                              | Modèle                         | Type       | Nb        | Numéros   | En service | Hors service | Remarques                                                                             |
| ------------ | ----------------------------------------- | ------------------------------ | ---------- | --------- | --------- | ---------- | ------------ | ------------------------------------------------------------------------------------- |
|              | Stanga - Tecnomasio                       | Tram Stanga TAS                | Série 7000 | 50        | 7001-7099 | 1948       |              | Rames articulées 2 caisses monodirectionnelles à 3 bogies. Rénovation lourde en 1980. |
| Série 7100   | Stanga - Tecnomasio                       | Tram Stanga TAS                | 8          | 7101-7115 | 1952      |            |              | Rames articulées 2 caisses monodirectionnelles à 3 bogies. Rénovation lourde en 1980. |
|              | Socimi AEG                                | Tram SOCIMI T.8000             | Série 9000 | 41        | 9001-9041 | 1990       |              | Rames articulées 2 caisses ½ bidirectionnelles à plancher bas                         |
|              | Fiat Ferroviaria Elettromeccanica Parizzi | Tram Fiat Cityway I            | Série 9100 | 28        | 9101-9128 | 1997       |              | Rames articulées bidirectionnelles 3 caisses à plancher bas.                          |
|              | Fiat Ferroviaria Elettromeccanica Parizzi | Tram Fiat Cityway II Jumbotram | Série 9200 | 52        | 9201-9252 | 1999       |              | Rames articulées bidirectionnelles 7 & 9 caisses à plancher ultra bas.                |

### Automotrices électriques anciennes

#### Ancien matérielSRTO
Les motrices SRTO séries 200 - 300 & 400 ont été ré-immatriculées 1200-1300 & 1400 lors du passage de la SRTO à l'ATAG en 1929.
| Illustration | Constructeur                                                         | Modèle                      | Type             | Nb        | Numéros                                  | En service | Hors service | Remarques                                                                          |
| ------------ | -------------------------------------------------------------------- | --------------------------- | ---------------- | --------- | ---------------------------------------- | ---------- | ------------ | ---------------------------------------------------------------------------------- |
|              | Officine Cattori                                                     | 1re motrice électrique SRTO | Prototype        | 1         |                                          | 1890       | 1890         | Motrice monodirectionnelle expérimentale à plateformes.                            |
|              | Benvenuti Berti Diatto Miani & S. Grondona Savigliano SRTO Tabanelli | Motrice SRTO 200            | Série 200        | 102       | 200-296 / 401-405                        | 1894       | 1927         | Motrices bidirectionnelles à plateformes équipées de trolley à roulettes.          |
|              | Benvenuti OFM Tabanelli                                              | Motrice SRTO 300            | Série 300        | 61        | 297-351 / 362-367                        | 1902       | 1931         | Motrices bidirectionnelles équipées de trolley à roulettes.                        |
|              | Ringhoffer CGE                                                       | Motrice SRTO Ringhoffer     | Série Ringhoffer | 10        | 352-361                                  | 1906       | 1920         | Motrices bidirectionnelles.                                                        |
|              | C & T Reggiane Tabanelli                                             | Motrice SRTO 400            | Série 400        | 58        | 368-400 / 408-454                        | 1908       | 1960         | Motrices bidirectionnelles équipées de trolley à roulettes. Rénovation en 1930/31. |
|              | C & T Reggiane Tabanelli                                             | Motrice SRTO 800            | Série 800        | 4 M + 4 R | Motrices : 801-804 Remorques : 1101-1104 | 1925       | (?)          | Motrices bidirectionnelles avec remorques, équipées de trolley à roulettes.        |

#### Ancien matériel STFER/STEFER
La société STEFER S.p.A. - Società Tramvie & Ferrovie Elettriche di Roma, ou STFER (entre 1903 et 1941), était la compagnie publique italienne chargée des transports en commun urbains de la ville de Rome, à l'époque composés : 
- des lignes de tramways dites des "Castelli Romani", partant de la Gare de Rome-Termini et desservant au sud les villes de Lanuvio et Velletri,
- du premier tronçon de la ligne B du métro de Rome,
- de plusieurs lignes ferroviaires du Latium, Rome-Lido, Rome-Civita Castellana-Viterbo et Rome-Fiuggi-Alatri-Frosinone.

En 1928, la Commune de Rome rachète STFER qui sera renommée STEFER en 1941.
| Illustration | Constructeur                             | Modèle                | Type                  | Nb         | Numéros                                                | En service | Hors service | Remarques |
| ------------ | ---------------------------------------- | --------------------- | --------------------- | ---------- | ------------------------------------------------------ | ---------- | ------------ | --- |
|              | Diatto E. F. Boetter Thomson-Houston CGE | Motrice STFER 20      | Groupe 20 / 2 étages  | 8 M + 4 R  | Motrices : 10-13 / 18-21 Remorques : 14-17             | 1905       | 1955/59      | Motrices bidirectionnelles à impériale et remorques. Remorques transformées en motrices en 1907. Rénovation en 1920 et 1937. UM jusqu'à 3. |
|              | E. F. Boeker Thomson-Houston CGE         | Motrice STFER 30      | Groupe 30             | 8 M + 8 R  | Motrices : 30-37 Remorques : 105-112                   | 1905       | 1958         | Motrices bidirectionnelles et remorques. Rénovation lourde en 1920 et 1935.                                                                |
|              | E. F. Boeker Thomson-Houston             | Motrice STFER 60      | Groupe 60             | 10 M + 6 R | Motrices : 60-69 Remorques : 160-165                   | 1911       | 1968         | Motrices bidirectionnelles avec remorques. Rénovation lourde en 1920 et 1932.                                                              |
|              | E. F. Boeker Thomson-Houston             | Motrice STFER 70      | Groupe 70             | 10         | 70-79                                                  | 1912       | 1970         | Motrices équipées de trolley à roulettes remplacé par pantographe révision lourde en 1931.                                                 |
|              | E. F. Boeker Thomson-Houston             | Motrice STFER 40      | Groupe 40             | 12         | 41-52                                                  | 1927       | 1955         | Motrices bidirectionnelles. |
|              | OFM CGE                                  | STEFER Napolitaine    | Groupe Napolitaines   | 8 M + 8 R  | Motrices : 7-14 Remorques : 113-120                    | 1927       | 1965         | Motrices 2 essieux monodirectionnelles avec remorques, équipée de trolley à roulette. Rénovation en 1930/31.                               |
|              | C & T CGE                                | Motrice STFER 80 / 90 | Groupe 80 & 90        | 8 M + 8 R  | Motrices : 81-84 / 91-94 Remorques : 281-284 / 291-294 | 1931       | 1965         | Motrices bidirectionnelles à bogies. Rénovation en 1930/31.                                                                                |
|              | Stanga CGE                               | Motrice STFER 200     | Série 200 Bolognaises | 4          | 201, 210, 218, 228                                     | 1935       | 1980         | Motrices articulées bidirectionnelles rachetées en 1960 à l'ACEGAT de Trieste et rénovées.                                                 |
|              | C & T Tabanelli                          | Motrice MRS           | Série 300 & 320       | 20         | 301-312 / 321-328                                      | 1935       | 1960         | Motrices bidirectionnelles. Rénovation en 1956.                                                                                            |
|              | Stanga Tecnomasio                        | Motrice STFER 400     | Série 400 Urbinati    | 12         | 401-412                                                | 1938       | 1980         | Motrices articulées bidirectionnelles. |
|              | Stanga Tecnomasio                        | Motrice ACEGAT 400    | Série 400 Triestine   | 6          | 443-448                                                | 1938       | 1980         | Motrices articulées bidirectionnelles rachetées en 1960 à l'ACEGAT de Trieste et rénovées.                                                 |
|              | Stanga Tecnomasio                        | Stanga TAS            | Série 500             | 8          | 501-508                                                | 1952       | 1980         | Motrices bidirectionnelles. Rénovation en 1972.                                                                                            |

#### Ancien matérielATAG - ATAC
Le 28 octobre 1925, le décret-loi Royal No 1949, concernant la création et l'organisation du Gouvernorat de Rome est promulgué. L'ex régie municipale des transports ATM est renommée ATG - Azienda Tramvie del Governatorato puis, en 1927, ATAG - Azienda Tramvie e Autobus del Governatorato. En 1943, après la chute du fascisme, l'ATAG est renommée ATAC.
| Illustration | Constructeur       | Modèle           | Type                  | Nb | Numéros               | En service | Hors service | Remarques |
| ------------ | ------------------ | ---------------- | --------------------- | -- | --------------------- | ---------- | ------------ | --- |
|              | C & T OFM CGE      | Motrice ATAG MRS | Série 2000 prototypes | 2  | 2001 & 2003           | 1927       | 2003         | Motrices monodirectionnelles. Rénovation lourde en 1980. |
|              | C & T OFM CGE      | Motrice ATAG MRS | Série 2000            | 30 | 2005-2063             | 1928       | 2003         | Motrices bidirectionnelles. Rénovation lourde en 1954/56 et 1980. UM jusqu'à 3                                                                                        |
|              | C & T OFM CGE      | Motrice ATAG MRS | Série 2100            | 70 | 2065-2183 / 2185-2203 | 1930       | 2003         | Motrices bidirectionnelles. Rénovation lourde en 1982. UM jusqu'à 3.                                                                                                  |
|              | C & T OFM CGE      | Motrice ATAG MRS | Série 2200/1          | 15 | 2205-2233             | 1934       | 2003         | Motrices bidirectionnelles. Rénovation lourde en 1983. UM jusqu'à 3.                                                                                                  |
|              | OM CGE             | Motrice ATAG MRS | Série 2200/2          | 15 | 2235-2263             | 1934       | 2003         | Motrices bidirectionnelles. Rénovation lourde en 1983. UM jusqu'à 3.                                                                                                  |
|              | MATER (Rome) CGE   | Tram MATER       | Série 5000            | 50 | 5001-5099             | 1936/38    | 1972         | Rames bidirectionnelles à 2 caisses ½. |
|              | Stanga Tecnomasio  | Tram Stanga TAS  | Série 7000            | 50 | 7001-7099             | 1948       |              | Rames articulées 2 caisses bidirectionnelles. Rénovation en 1980. |
|              | Stanga Tecnomasio  | Tram Stanga TAS  | Série 7100            | 8  | 7101-7115             | 1952       |              | Rames articulées 2 caisses bidirectionnelles. Rénovation en 1981. |
|              | C & T CGE          | ATAG 2P.1        | ATAG 2P.1             | 1  | 2P.1 / 2265           | 1936       | 1996         | Motrice bidirectionnelle à impériale type "alvéolaire". Transformée à 1 niveau lors d'une rénovation lourde en 1943 et renommée "2265". 2e rénovation lourde en 1975. |
|              | Caproni Tecnomasio | ATAG 2500        | Série 2500            | 2  | 2501-2503             | 1948       | 1966         | Motrice monodirectionnelle à plancher bas. |
|              | Breda C.F. OM CGE  | ATAG PCC         | Série 8000            | 22 | 8001-8043             | 1957       | 2001/03      | Motrice monodirectionnelle. |

#### Ancien matériel AATM & ATM de Rome
L'AATM - Azienda Autonoma Tramviaria Municipale de Rome a été créée en 1909. Renommée ATM après la reprise de la SRTO en 1921, elle a été rebaptisée ATG en 1925, puis ATAG en 1927 et ATAC en 1944.
| Illustration                       | Constructeur                                     | Modèle                  | Type                                                                            | Nb          | Numéros                                | En service  | Hors service                             | Remarques                                |
| ---------------------------------- | ------------------------------------------------ | ----------------------- | ------------------------------------------------------------------------------- | ----------- | -------------------------------------- | ----------- | ---------------------------------------- | ---------------------------------------- |
|                                    | Carminati & Toselli Charleroi                    | Motrices AATM 2 essieux | Charleroi                                                                       | 35 M + 12 R | Motrices : 101-169 Remorques : 102-124 | 1911        | 1935                                     | Motrices bidirectionnelles et remorques. |
| Bauchiero Tabanelli CGE Dick, Kerr | Motrices AATM 2 essieux                          | Dick, Kerr              | 56                                                                              | 171-281     | 1911                                   | 1935 à 1956 | Motrices bidirectionnelles et remorques. |                                          |
| Bauchiero Tabanelli CGE Dick, Kerr | Motrices AATM 2 essieux                          | Dick, Kerr              | La voiture No 279 a été donnée au Kennethbunkport Transport Museum, Maine, USA. |             |                                        |             |                                          |                                          |
|                                    | C & T San Giorgio Tabanelli CGE                  | Motrice AATM Truck      | série 6 modules                                                                 | 52          | 283-285 / 289-387                      | 1919/21     | 1956/61                                  | Motrice bidirectionnelle.                |
|                                    | C & T Siamic ElettroFer Italia Tabanelli CGE     | Motrice AATM Truck      | série 7 modules                                                                 | 50          | 287 / 389-495                          | 1921/23     | 1961/63                                  | Motrice bidirectionnelle.                |
|                                    | C & T Miani & Silvestri Moncenisio Tabanelli CGE | Motrice AATM Truck      | série 8 modules                                                                 | 300         | 497-1055                               | 1923/25     | 1963                                     | Motrice bidirectionnelle.                |

#### Ancien matériel TFE de Rome
La compagnie TFE avait la concession de la ligne de Tramway Rome-Tivoli depuis 1878. À partir de 1904, elle va mettre en service des motrices électriques avec perche fonctionnant sous courant continu de 550 volts. La ligne sera reprise par l'ATAG en 1927.
| Illustration | Constructeur | Modèle | Type | Nb         | Numéros                          | En service | Hors service | Remarques                                                                                    |
| ------------ | ------------ | ------ | ---- | ---------- | -------------------------------- | ---------- | ------------ | -------------------------------------------------------------------------------------------- |
|              | Tabanelli    |        |      | 10 M + X R | Motrices : 101-110 Remorques : ? | 1904       | 1930         | Motrices monodirectionnelles et remorques. Chaque motrice pouvait tirer jusqu'à 3 remorques. |

### 1ersTramways hippomobiles et à vapeurSRTO
| Illustration | Modèle          | Type                         | En service | Hors service | Remarques               |
| ------------ | --------------- | ---------------------------- | ---------- | ------------ | ----------------------- |
|              | 1 voiture       | attelage 2 chevaux           | 1877       | 1929         | Accès Piazza San Pietro |
|              | Rame 3 voitures | Locomotive vapeur Breda C.F. | 1879       | 1931         | Liaison Rome-Tivoli     |